# Leszek Blanik
Leszek Robert Blanik född den 1 mars 1977 i Wodzisław Śląski, Polen, är en polsk gymnast.
Han tog OS-brons i hopp i samband med de olympiska gymnastiktävlingarna 2000 i Sydney och OS-guld i hopp i samband med de olympiska gymnastiktävlingarna 2008 i Peking.